# Třída Barentshav
Třída Barentshav je třída oceánských hlídkových lodí norské pobřežní stráže. Celkem byly postaveny tři jednotky této třídy. Mezi jejich hlavní úkoly patří ochrana výlučné ekonomické zóny země, kontrola rybolovu a pátrací a záchranné mise.

## Stavba
V průběhu roku 2006 byla objednána stavba tří hlídkových lodí, jejichž konstrukce vychází z projektu VS 794 CGV společnosti Vik-Sandvik. Trupy plavidel postavila rumunská loděnice Severnav, přičemž dokončeny byly v norské loděnici Myklebust v Gurskenu. Do služby byly přijaty v letech 2009–2010. Na základě dlouhodobého kontraktu je pro pobřežní stráž provozuje společnost Remøy Management.
Jednotky třídy Barentshav:
| Jméno             | Založení kýlu    | Spuštěna       | Vstup do služby   | Status  |
| ----------------- | ---------------- | -------------- | ----------------- | ------- |
| Barentshav (W340) | 6. prosince 2007 | 12. srpna 2008 | 19. srpna 2009    | aktivní |
| Bergen (W341)     | 26. března 2008  | 6. května 2009 | 10. dubna 2010    | aktivní |
| Sortland (W342)   | 25. srpna 2008   | 10. září 2009  | 14. července 2010 | aktivní |

## Konstrukce

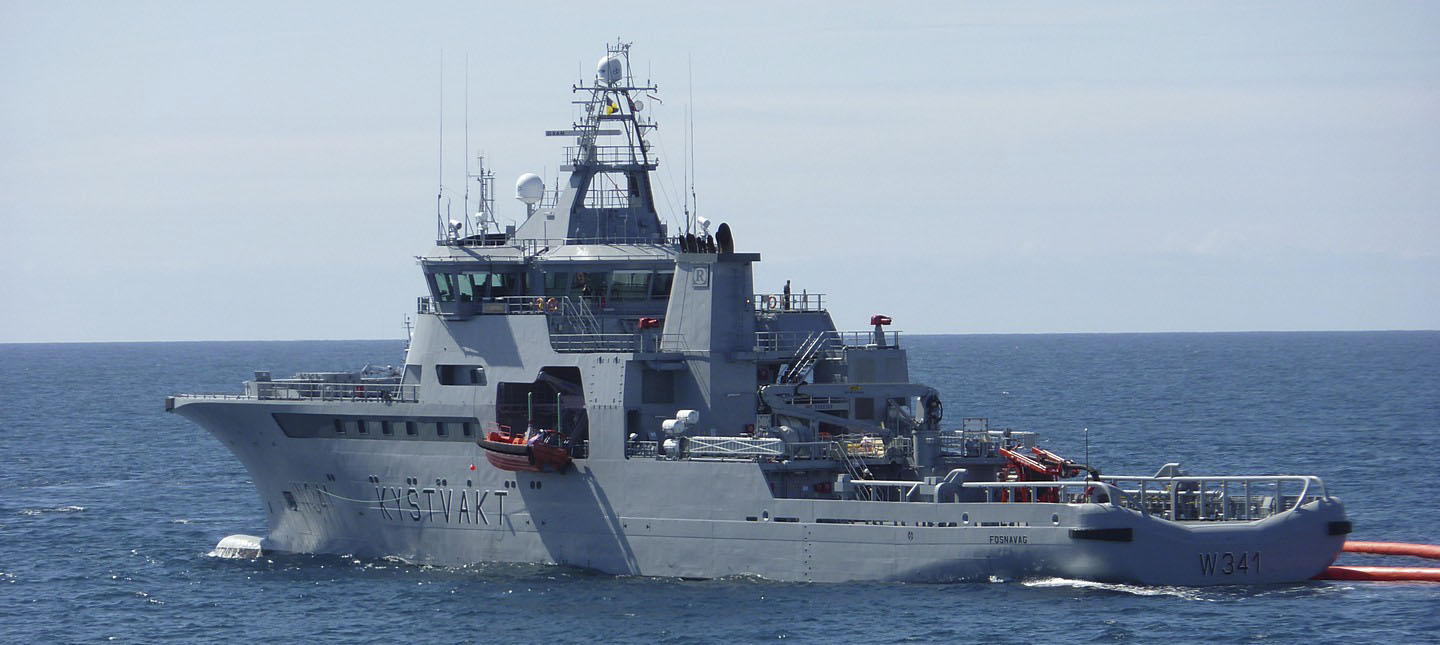
Bergen (W341)

Kromě 16 členů posádky plavidla mají ubytovací prostory pro dalších 24 osob. Významná je i jejich přepravní kapacita - pojmou 411 m3 paliva, 220 m3 LNG, 363 m3 pitné vody, 24 m3 oleje a 29 m3 mražených zásob. Nadto disponují nákladovým prostorem o objemu 170 m3 a tanky pro 1015 m3 produktů odčerpaných z ropných skvrn. Na palubě jsou rovněž dva záchranné čluny a tři záchranné rafty. Výzbroj tvoří jeden 40mm kanón Bofors a dva 12,7mm kulomety. Na zádi se nachází přistávací plocha pro vrtulník.
Plavidla pohání hybridní pohonný systém kombinující diesel Bergen Bergen B32:40-L8P o výkonu 4000 kW, generátor na CNG a elektromotor Scandinavian Electric. Plavidlo má jeden lodní šroub KaMeWa Ulstein XF5-102/HE se stavitelnými lopatkami s jednou převodovkou KaMeWa Ulstein 3000 AGHC-KSG-56. Plavidlo může pohánět konvenční diesel, generátor na plyn a elektromotor, nebo také v případě potřeby oba systémy společně. Nejvyšší rychlost v takovém případě dosahuje 20 uzlů. Manévrovací schopnosti plavidla zlepšují oba dokormidlovací jednotky KaMeWa Ulstein TT1850 v přídi a v zádi, každá o výkonu 736 kW, a dále jeden příďový pod Ulstein Aquamaster Azimuth UL 1201 CP o výkonu 1880 kW.
Použití hybridního pohonu má důvody ekonomické i ekologické. U třídy Barentshav se díky němu podařilo dosáhnout snížení emisí oxidu uhelnatého o 25%, oxidů dusíku o 90% a snížení spotřeby paliva o 25%.